# Тургимбаев, Рыскулбек
Рыскулбе́к Тургимба́ев, другой вариант фамилии — Тургинбаев (1913, аул Кенестюбе, Туркестанский край, Российская империя — 1983, Джамбулская область, Казахская ССР) — старший чабан колхоза «Кенес-Тюбе» Таласского района Джамбулской области, Казахская ССР. Герой Социалистического Труда (1948).

## Биография
Происходит из рода Шымыр племени дулат. Родился в 1913 году в семье кочевника-животновода в ауле Кенестюбе (на территории современного Таласского района Жамбылской области). С раннего возраста трудился в сельском хозяйстве. С 1930 года — поливальщик полеводческой бригады в колхозе «Кенес-Тюбе» Таласского района, председателем которого с 1933 года был Байгельда Кейкиев. С 1939 года — старший чабан этого же колхоза.
Ежегодно показывал высокие трудовые результаты в овцеводстве. Применял передовые зоотехнические методы. В 1947 году вырастил 515 ягнят от 404 курдючных овцематок. Средний вес каждого ягнёнка к отбивке составил 41 килограмм. Указом Президиума Верховного Совета СССР от 23 июля 1948 года удостоен звания Героя Социалистического Труда за «получение высокой продуктивности животноводства в 1947 году» с вручением ордена Ленина и золотой медали «Серп и Молот» (№ 2507).
Этим же Указом званием Героя Социалистического Труда были награждены председатель колхоза «Кенес-Тюбе» Байгельда Кейкиев, заведующие фермами Куртибай Джанбосынов, Науат Егембердиева, заведующий коневодством Шинтас Тлебаев, старшие табунщики Нуртай Бейсалиев и Тастемир Дауренбеков.
С 1956 года — поливальщик в колхозе «Кенес-Тюбе» (позднее реорганизован в колхоз «Кзыл-Октябрь»). Дальнейшая судьба не известна.